# Vienna House Andel’s Cracow
Vienna House Andel’s Cracow – hotel znajdujący się w Krakowie przy ul. Pawiej 3, na Wesołej. Należy do sieci hoteli Vienna House.
Czterogwiazdkowy hotel został otwarty został w 30 maja 2007, zlokalizowany jest koło dworca kolejowego, obok Galerii Krakowskiej. Hotel został wybudowany przez grupę Warimpex i firmę UBM POLSKA Sp. z o.o. a jego wnętrza zaprojektowała angielska firma Jestico & Whiles. Hotel wraz z Galerią Krakowską stanowi część projektu Nowe Miasto.
Budynek ma sześć kondygnacji nadziemnych, w których mieści się 159 pokoi, pięć sal konferencyjnych, bar i restauracja oraz dwie kondygnacje podziemne, gdzie mieści się parking i pomieszczenia fitness.
Hotel został zwycięzcą pierwszej edycji konkursu Hotel z Pomysłem w 2008 roku, zorganizowanego przez magazyn branżowy Hotelarz. Wyróżniono jego kontrowersyjność.
andel’s Hotel Cracow jest laureatem konkursów:
- Expedia Insiders’ Select 2009
- Expedia Insiders’ Select 2010
- Top-Rated Hotel – 2009 – Venere
- Hotel przyjazny matce i dziecku 2009
- Hotel przyjazny rodzinie 2010
- Hotel przyjazny maluchom 2009